# Douglas Neutzling Ferreira
Douglas Neutzling Ferreira (ur. 20 lutego 1989) – brazylijski futsalista, zawodnik z pola.
W latach 2010–2014 był zawodnikiem Wisły Krakbet Kraków, z którą w sezonie 2012/2013 zdobył mistrzostwo Polski, w sezonie 2010/2011 Puchar Polski, a w 2011 roku zdobył Superpuchar Polski. W 2011 i 2012 roku z Wisłą zdobywał także wicemistrzostwa Polski. Wcześniej był zawodnikiem FC Nova Katowice, z którym zajął trzecie miejsce w ekstraklasie w sezonie 2009/2010 oraz brazylijskich klubów Internacional, G.N.G., A.D.C., Bolneario Combai oraz Gustavo Schreiber. Przed sezonem 2014/2015 Douglas Neutzling Ferreira dołączył do Rekordu Bielsko-Biała który sezon wcześniej zdobył mistrzostwo Polski. Grał w nim do 2016 rozgrywając 33 mecze i zdobywając 6 bramek. 
W lipcu 2021 roku wrócił do Polski i dołączył do ekstraklasowego GI Malepszy Arth Soft Leszno. Odszedł z klubu w 2023 roku.